# クリーク族
クリーク族（クリークぞく、英語：Creek）は、アメリカ南東部に先住する先住民部族。インディアン部族と言う語も使われてきた。本来はマスコギー（マスコギ、またはムスコギー）（Muscogee/Muskogee）と自称する。彼らの伝統的なスペルではMvskokeである。
現在のマスコギーは、オクラホマ州、アラバマ州、ジョージア州、そしてフロリダ州に住んでいる。彼らの言語であるマスコギ語（クリーク語）は、マスコギ語族の中の枝言語である。セミノールはマスコギーと近い親族で、同じようにクリーク語を話す。クリークは、かつてヨーロッパ系入植者の習慣を採用した部族の表現として使われた「文明化五部族」のひとつである。

## 初期の歴史

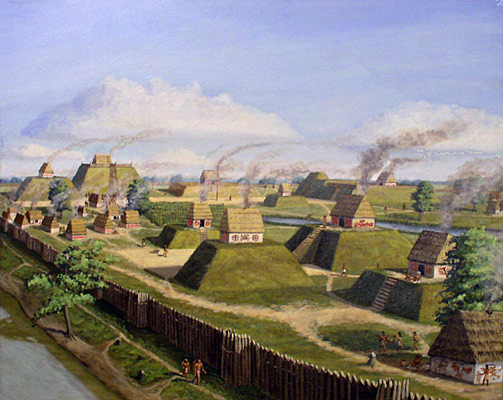
ムスコギー族を含むミシシッピ文化圏のインディアンたちの都市。白人の侵入で破壊されていった

初期の歴史上のクリーク族は、おそらくテネシー川流域のミシシッピ文化(w:Mississippian culture)の末裔で、ジョージア南部のウティナヒカ(w:Utinahica)に関連していた。単一の部族よりもゆるい連合国のマスコギは、今日のテネシー州、ジョージア州、アラバマ州の川の流域の自治の村に住んでいて、ヒッチティ族、アラバマ族、コウシャッタ族など、いくつかの異言語を話す多くの民族集団で構成されていた。オクマルギー川沿いに住んでいたこれらの人々は、サウスカロライナ州から来ていたイギリスの商人たちに「クリーク・インディアン」と呼ばれた。最終的にこの名前は、チャッタフーチー川、オクマルギー川、およびフリント川の上のジョージアの開拓地にあるロウワー・タウンズ(Lower Towns)と、アラバマ川流域のアッパー・タウンズ(Upper Towns)と細分化された、クリークの町に住むさまざまなインディアン部族すべてに適用された。ロウワー・タウンズは、コウェタ(Coweta)、カシタ(Kasihta, Cusseta, Cofitachiqui)、アッパー・チェハウ(Upper Chehaw, Chiaha)、ヒッチティ、オコニー(Oconee)、オクマルギー、オカワイギ(Okawaigi)、アパラチー、ヤマシー(Altamaha)、オクフスキー(Ocfuskee)、サウォクリ(Sawokli)、タマリ(Tamali)が含まれた。アッパー・タウンズは、トゥッカバッチー(Tuckabatchee)、アブヒカ(Abhika)、コーサ(Coosa, Kusa)、イタワ(Itawa、エトワー遺跡の元々の居住者)、ホスリワヒ(Hothliwahi, Ullibahali)、ヒリビ(Hilibi)、エウファウラ(Eufaula)、ワコカイ(Wakokai)、アタシ(Atasi)、アリバム(Alibamu)、コウシャッタ(Koasati)、タスキーギなどが含まれていた。

## 独立戦争時代
ミシシッピー川以東の多くのインディアンの集団と同様に、クリーク族はアメリカ独立戦争のどちらの側につくかで分割された。ロウワー・クリーク族は中立のままで残り、アッパー・クリーク族はイギリスと同盟して植民地の反乱者と戦った。
反乱が1783年に正式に終わった後、クリーク族はイギリスが新しいアメリカ合衆国にクリーク族の土地を割譲したことを知った。ジョージア州はクリーク領地に拡大を始めた。クリークの政治家のアレクサンダー・マギリヴレー(w:Alexander McGillivray)は、この拡大への汎インディアンの抵抗勢力を組織化して、進入するジョージア人と戦うためにスペイン領フロリダから兵器を受けて、有名になった。
マギリヴレーは、個人的にアメリカ合衆国に土地を売った村の指導者たちと戦いながら、クリークのナショナリズムの意味を創出し、クリークの権威を集結させるために動いた。1790年のニューヨーク条約で、マギリヴレーはクリークの土地の重大な部分を、残った領地でのクリーク族の自治を連邦政府が承認することと引き換えに、ジョージ・ワシントン管理下のアメリカ合衆国に割譲した。しかし、マギリヴレーは1793年に死亡し、ジョージア州はクリーク領地への拡大を継続した。

## レッドスティック戦争
1813年から1814年の、レッドスティック戦争として知られるクリーク戦争は、クリーク自治領の内戦として始まったが、米英戦争に巻き込まれるようになった。ショーニー族の指導者のテカムセと、レッドスティックス(w:Red Sticks)としてアメリカ人に知られていたアッパー・クリーク族の宗教的指導者たちによる熱弁に奮い立たされて、白人の入植者と、合衆国のインディアン管理官のベンジャミン・ホーキンス(w:Benjamin Hawkins)が管理する「文明化プログラム」に積極的に抵抗しようとした。レッドスティックの指導者であるウィリアム・ウェザフォード(レッド・イーグル)(w:William Weatherford)、ピーター・マックイーン(w:Peter McQueen)とメナワ(w:Menawa)は、アメリカと同盟を組んだウィリアム・マキントッシュ(w:William McIntosh)率いるロウワー・クリーク族と激しく衝突した。
1813年8月30日、レッド・イーグル率いるレッドスティックスは、アラバマ州モービル近くのミムズ砦(w:Fort Mims massacre)のアメリカの前哨を攻撃した。そこはアメリカ白人と彼らと同盟を組むインディアンが集合していた。レッドスティックスは砦を占領し、血まみれの衝突は続き、女性と子供を含む捕虜は殺害された。250名近くが殺害され、アメリカ南西部の開拓地中にパニックが広まった。
ミムズ砦での大虐殺に対応して、テネシー州、ジョージア州、ミシシッピ準州は、クリーク自治領の奥深くに軍隊を進めた。数で凌駕されて武装も不十分であったため、レッドスティックスは彼らの荒野の要塞から死闘を繰り広げた。1814年3月27日、第39合衆国歩兵連隊とチェロキー族とクリーク族の同盟に支援されたテネシー州民兵のアンドリュー・ジャクソン司令官は、最終的にタラポーサ川(w:Tallapoosa River)上のホースシュー・ベンドの戦いで、レッドスティックの抵抗勢力を破壊させた。
レッドスティックスは破滅に追いやられたが、およそ3,000名のアッパー・クリーク族の残りの抵抗勢力が、数ヶ月間戦い続けた後に死亡した。1814年8月、消耗と飢えのため、彼らはウェトゥンプカ(w:Wetumpka, Alabama)(現在のアラバマ州モンゴメリーの近く)でジャクソンに降伏した。1814年8月9日、クリーク族はジャクソン砦条約(w:Treaty of Fort Jackson)に署名させられた。これは紛争の終了と、彼らに先祖伝来の土地の半分以上である2000万エーカー(81,000 km²) の土地をアメリカ合衆国に割譲することを決めた条約であった。ジャクソンと共に戦ったクリーク族でさえ、レッドスティックスの蜂起を許容した責任を負わされ、領土を割譲することが強制された。この条約によってアラバマ州は切り分けられ、1819年にアメリカ合衆国に州として承認された。 
クリーク族の一部は戦争の後にフロリダに移住し、そこで彼らの一部はセミノール族とアメリカに抵抗するイギリスと同盟を組んだ。彼らは後に、フロリダで起きたセミノール戦争の両側に関わることになる。

## 西部への強制移住
米英戦争後、ウィリアム・マキントッシュなど数名のクリーク指導者たちは、ジョージアにますます多くの土地を割譲した多くの条約に調印させられた。最終的にクリーク連合は、さらなる土地の割譲を死罪とする部族法を制定した。それでもなお、1825年2月12日、マキントッシュと他の酋長たちはインディアン・スプリングス条約(w:Treaty of Indian Springs)に署名させられて、ジョージアに残っているクリークの土地のほとんどを割譲した。
マキントッシュは、ジョージア州知事のジョージ・トゥループ(w:George Troup)の従兄弟で、地域での白人の拡大にとってクリーク族を脅威とみなし、インディアン移住の政治要項を掲げた民主党に選出されていた。マキントッシュの動機はさまざまに解釈された。ある者は彼に贈賄があったと信じ、また他の主張では、クリーク族は最終的に彼らの土地を失うことを分かっていた上で、最良の取引をしたとも言われている。アメリカ合衆国上院が条約を批准した後の1825年5月31日、マキントッシュはメナワ率いるクリークに暗殺された。
オポスレ・ヨホラ(w:Opothleyahola)率いるクリーク自治委員会は、インディアン・スプリングス条約は詐欺的であるとアメリカ合衆国に抗議をした。ジョン・クインシー・アダムズ大統領はこれに同情的で、結局この条約は、新しく合意された1826年のワシントン条約(w:Treaty of Washington (1826))で無効にされた。
しかしながらジョージア州知事のトゥループは新しい条約を無視して、以前の条約の下に強制的にインディアンを移住させ始めた。当初、アダムズ大統領は連邦軍を介入させようと試みたが、トゥループは民兵を召集し、内戦を恐れたアダムスは譲歩した。
多くのロウワー・クリーク族がインディアン準州に移動して、クリーク族はジョージア州から追い出されたが、およそ2万人のアッパー・クリーク族はアラバマにまだ住んでいた。しかし州は部族政府を撤廃して、クリーク族に対する州法の拡張に動いた。オポスレ・ヨホラは、アラバマ州の保護のため、アンドリュー・ジャクソン大統領の管理を求めた。そしてなにも用意されず、1832年3月24日に、クリークの土地を個人の割当に分割するキュッセタ条約(w:Treaty of Cusseta)が合意された。クリーク族は彼らの割当地を売って西部への移住のための資金を受け取ることもできたし、州法に基づいてアラバマに留まることもできた。 土地の投機者と不法入居者は、クリーク達をだまして彼らの割当てから奪い始め、いわゆる「1836年のクリーク戦争」(w:Creek War of 1836)につながる暴力が勃発した。ルイス・カス陸軍長官はウィンフィールド・スコット将軍を派遣し、ミシシッピ川の西のインディアン準州にクリーク族を強制移住させることで暴力を終わらせようとした。

## 今日のマスコギ
ほとんどのマスコギがインディアン準州に移住したが、いくつかは残ったままだった。フロリダ州の正式書類のない民族的な町に住む数々のクリークと同様に、アラバマ州には、モービル北東のアトモア(w:Atmore, Alabama)のポーチクリーク保留地(w:Poarch Creek Indian Reservation)近くに住む数々のマスコギがいる。アラバマの居留地にはビンゴ場があり、毎年感謝祭にパウワウの儀式を開く。さらに文化の度合いの異なったマスコギの末裔が、アメリカ南東部全域に住んでいる。
部族政府は、8つの保留地（Reservation）で、1億600万ドルを超えた予算を運用して、2,400人以上の部族員を擁し、部族の施設とプログラムを維持している。自治国は、旅行会社、建設、テクノロジー、人材派遣、カジノなどいくつかの重要な部族の企業を経営している。部族の人口は、オクラホマ州のより大きい文化と経済に完全に統合され、マスコギ自治国の市民は、年に一度のフェスティバルや球技、言語の教室などの出来事を通じて敏感な部族のアイデンティティを保持して共有し続けるなか、あらゆる分野での努力によって重要な貢献をしている。1878年に建築されてオクマルギーのダウンタウンに位置する、自治国の歴史的な古いカウンシル・ハウスは、1990年代に完全に回復して、現在、部族の歴史の博物館として役立っている。